# Cantalojas
Cantalojas est une commune d'Espagne de la province de Guadalajara dans la communauté autonome de Castille-La Manche.

## Géographie
La forêt de hêtres de Tejera Negra se trouve sur le territoire de la commune.